# Xystrocera unicolor
Xystrocera unicolor är en skalbaggsart som beskrevs av Martins 1980. Xystrocera unicolor ingår i släktet Xystrocera och familjen långhorningar. Inga underarter finns listade i Catalogue of Life.